# 今村つばさ
今村 つばさ（いまむら つばさ、1984年 - ）は、日本の女性シンガーソングライター。石川県金沢市出身・在住。本名、今村 翼（読みは同じ）。

## 略歴
2009年に「雨のよるに」でデビューする。同年より、日本国内の全国ツアー、韓国やブラジルなどのフェスティバルにゲスト出演するようになる。特にブラジルにはほぼ毎年行っており、「七夕まつり」や「ジャパンフェスティバル」にも出演している。
2010年に金沢市文化ホールでワンマンコンサートを開催し、コンサートのDVDをリリースする。2012年には石川県観光特使に就任する。
2013年から活動の主体をブラジルに写し、ブラジルのポピュラーミュージックのアレンジや、一部を日本語歌詞にしてYouTubeに公開したことが話題となった。ブラジルで人気の高いバンドEngenheiros do Hawaiiのカバーを披露した際にはバンドメンバーからも称賛されている。ブラジルでの支持も高まり、ブラジルでの全国ツアーやテレビ番組への出演を通して知名度を高め、「ブラジルで最も有名な日本人」と呼ばれるようになった。
2018年7月には、日本外国特派員協会（東京都千代田区有楽町）でライブイベントも開催している。 

## 人物
石川県立工業高等学校を卒業し1999年に音楽活動を開始。ソニーディスク&テープ大賞で、ベスト作詞作曲賞を受賞。2009年にファーストフルアルバム「雨のよるに」でメジャーデビューした際に、プロモーションでサンパウロのフェスティバルに出演したことがきっかけで、毎年のようにブラジルで数々のイベントに登場。
2018年8月11日のテレビ朝日のバラエティ番組『陸海空 地球征服するなんて』で取り上げられ、「世界で聞いた日本人知名度ランキング　ブラジル編」で13位にランクした。
現在は金沢市在住、ブラジルで活躍するだけでなく、石川県観光特使として務めている。

## 賞歴
- 1999年 - SONYディスク＆テープ大賞 ベスト作詞作曲賞[1]
- 2017年 - Brazilian International Press Awards　ポピュラー部門大賞[2]